# Joint

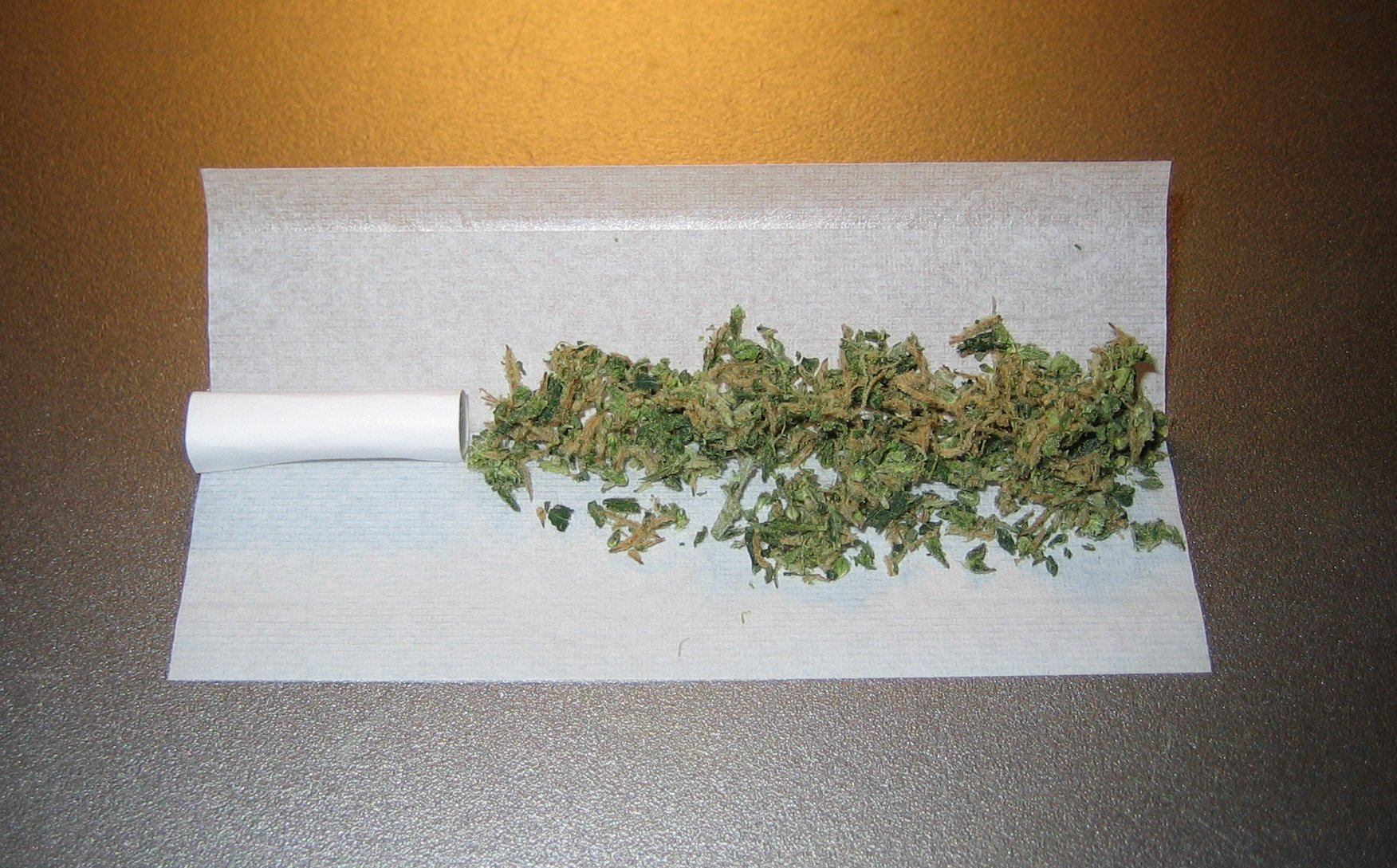
Ein Joint vor dem Rollen

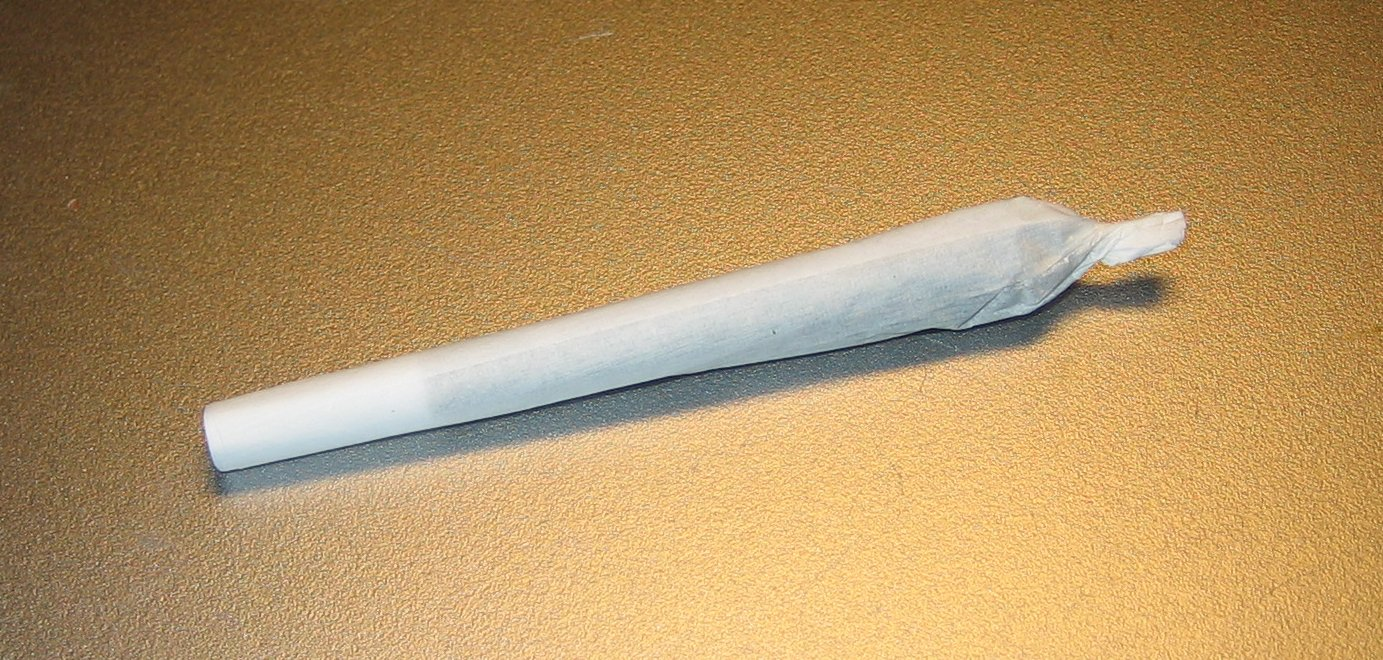
Ein Joint

Ein Joint (auch Tüte) ist ein mit Cannabisprodukten (meist Haschisch oder Marihuana) gefülltes Papier, das zusammengedreht wird, um es zu rauchen. In Deutschland werden diese Cannabisprodukte vorher häufig mit Tabak oder seltener auch mit Knaster vermischt. In vielen anderen Ländern wird das Cannabis jedoch vorwiegend pur, d. h. ohne Tabakbeigabe geraucht.
Es können auch andere berauschende Substanzen in einem Joint konsumiert werden, beispielsweise Heroin, Kokain, Opium oder Methamphetamin. Dies ist jedoch eher unüblich.

## Wortherkunft
Das Wort Joint kommt aus dem Französischen. Es leitet sich ab von altfranzösisch joint ‚Gelenk‘ aus lateinisch iunctus ‚zusammengefügt‘, ‚verbunden‘ zu iungere ‚zusammenfügen‘, ‚verbinden‘. Von 1877 an war dieser in Amerika entwickelte Slangausdruck Bezeichnung für einen Bau oder Betrieb, insbesondere unter Bezugnahme auf eine Opiumhöhle. 1935 wurde der Begriff benutzt, um die Injektionsnadeln zu bezeichnen, mit denen Heroin und andere Drogen injiziert werden. 1938 ist der Begriff erstmals im Sinne von „Marihuana-Zigarette“ verwendet worden.
Der Begriff Spliff, der ebenfalls einen Joint beschreibt, ist ein Wort mit westindischer Herkunft. Er hat sich auf mehrere westliche Länder ausgebreitet, insbesondere die Kontinente Europa und Nordamerika. Die genaue Etymologie ist jedoch nicht bekannt. Der Begriff ist bereits 1936 bezeugt.
Es gibt für den Joint zahlreiche alternative Bezeichnungen und Szenenamen, die sowohl der Diskretion wegen als auch als Spitzname verwendet werden und teilweise stark vom Lokalkolorit geprägt sind. Sie beziehen sich oft auf die Form („Tüte“, „Dübel“) oder sind metaphorisch zu verstehen. Im deutschsprachigen Raum erlangte insbesondere durch die Verwendung im Deutschrap der Begriff Jibbit oder kurz Jib größere Verbreitung. Der zu Cannabis synonyme Begriff Bubatz wird metonymisch auch als Synonym für Joint verwendet.
Für das eigentliche Rauchen eines Joints werden ebenfalls viele Synonyme gebraucht. Eines der am häufigsten dafür verwendeten ist kiffen.

## Aussehen
Meistens ist ein Joint trichterförmig (konisch) und am glimmenden Ende dicker. Der Wirkstoffgehalt in Form von Tetrahydrocannabinol (THC) kann je nach Menge, Sorte und Qualität des Cannabis stark variieren. Die Menge des verwendeten Haschisch oder Marihuana schwankt zwischen einem oder mehreren Zehntelgramm und mehreren Gramm.
Oft wird am dünnen Ende ein Mundstück, in der Regel Filter oder Tip genannt, in Form einer kleinen Pappröhre (zum Beispiel gefertigt aus der Pappe einer Zigarettenbox, Bahn- und Bustickets oder einer Karteikarte, in der Regel aber durch extra dafür produzierte und in Tabakgeschäften und Kiosken erwerbbaren Filtertips) eingearbeitet. Dieses erhöht die Stabilität und die Griffigkeit des Joints. Des Weiteren dient die Länge des Filters der Abkühlung des Rauches. Hierfür können auch spezielle Tip-Tubes verwendet werden, die nach Bedarf mit Aktivkohle angereichert sind. Die Aktivkohle soll Schadstoffe aus dem (Tabak-)Rauch filtern, den Wirkstoff THC jedoch durchlassen.

## Drehen

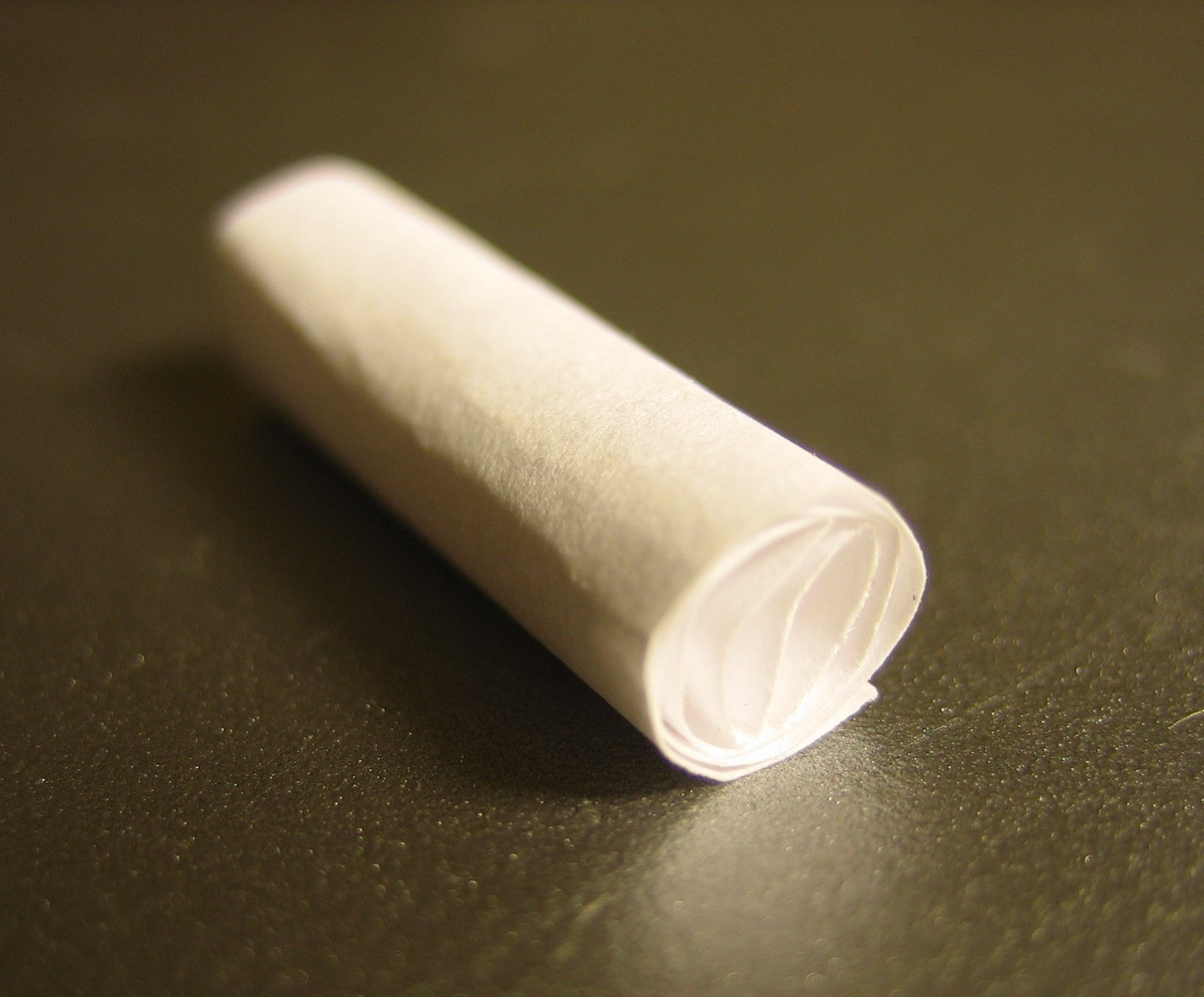
Ein Filter (Papiermundstück), auch Tip genannt

Zum Drehen des Joints gibt es von verschiedenen Herstellern in Länge, Breite und Papierbeschaffenheit variierende, spezielle Zigarettenpapiere. Meist werden Longpapers (extralange Zigarettenpapiere) oder rips (Markenname; Endlospapiere von der Rolle) verwendet. Alternativ können mehrere normale Zigarettenpapiere zu einem größeren zusammengeklebt werden (Zweiblatt, Dreiblatt, …); auch mehrere Longpapers können verbunden werden (z. B. L-Blatt).
Eine andere Methode ist das Stopfen. Dabei wird das Blättchen mit dem Filter ohne Cannabis oder Tabak vorgedreht, um anschließend das Marihuana beziehungsweise das Gemisch mit einem dünnen Gegenstand hineinzustopfen. Es gibt leere vorgedrehte Blättchen in Jointform (sogenannte Cones), zum Beispiel mit stabilen Filtern aus Kunststoff oder mit Aktivfiltern versehen, in sogenannten Headshops zu kaufen. Ein Joint kann auch mit einer speziellen Drehmaschine gefertigt werden.
In den niederländischen Coffeeshops gibt es vorgedrehte Joints zu kaufen, meist ein Gemisch aus verschiedenen Verschnittresten von Marihuana.

### Variationen

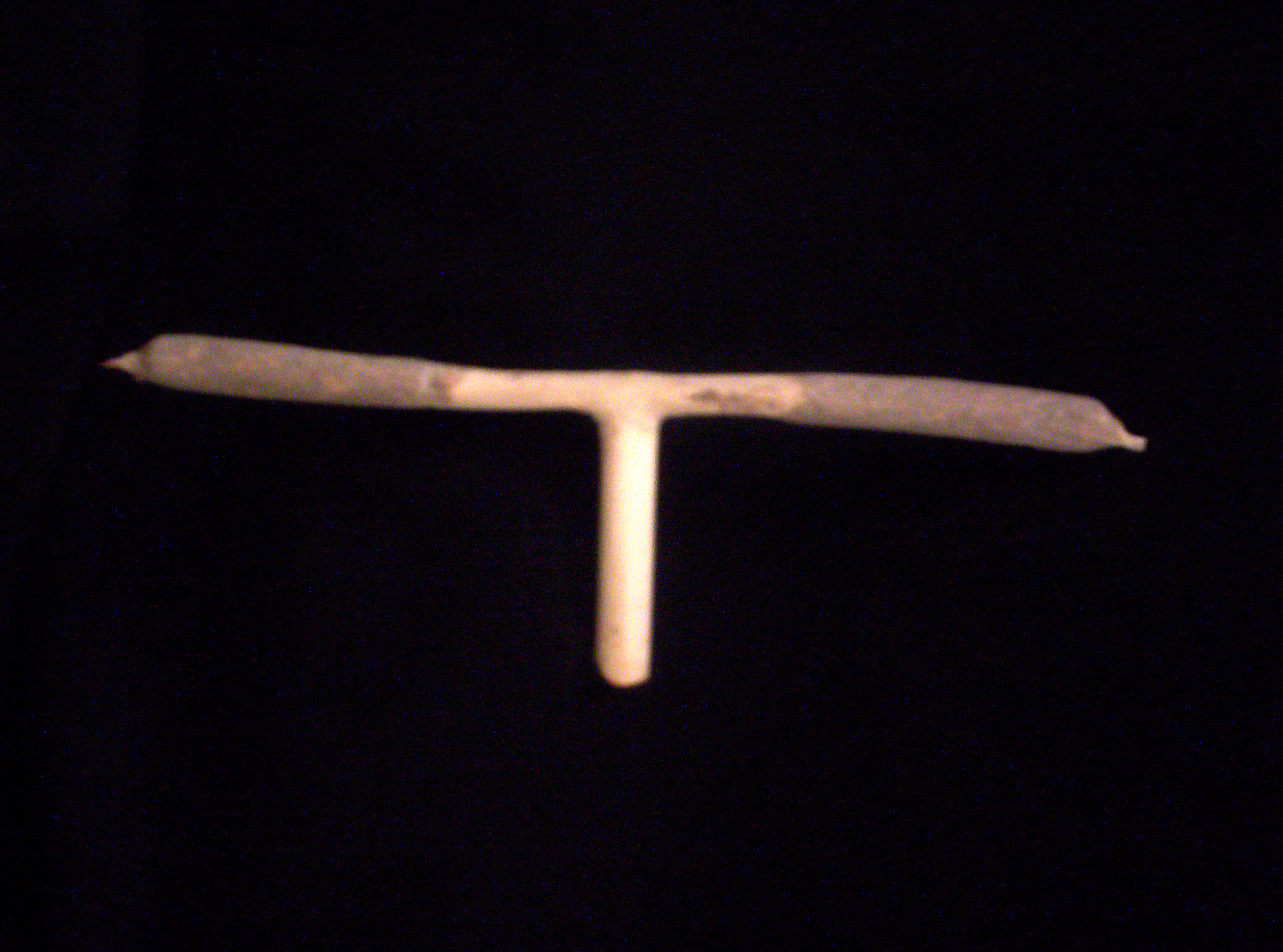
Ein Schnurrbart

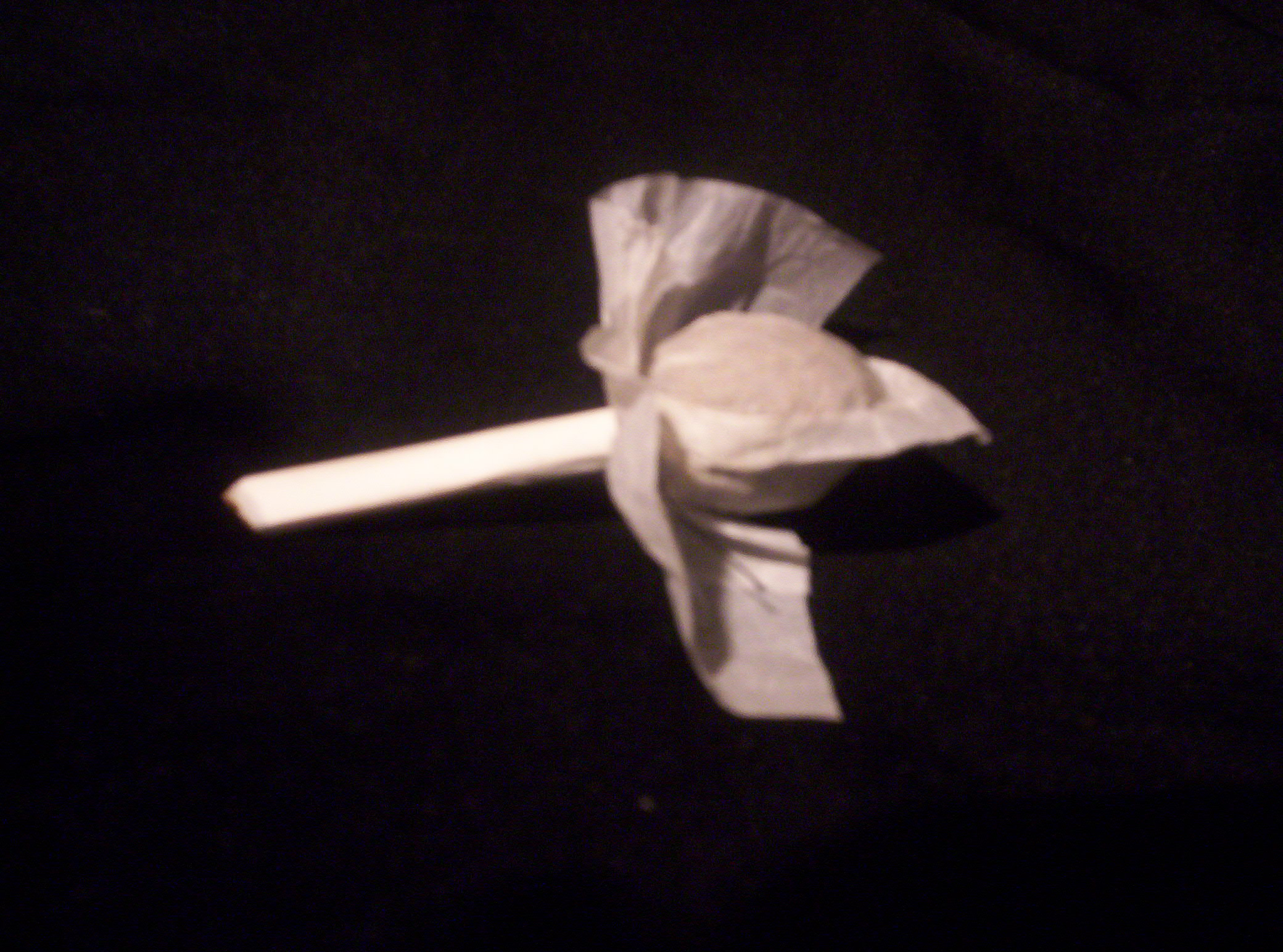
Eine Tulpe

Ein Joint kann auf verschiedene Weise gerollt werden: Üblicherweise wird das Zigarettenpapier, wie bei selbst gedrehten Zigaretten, mit der Klebeseite nach oben um den Inhalt herumgedreht. Bei der holländischen Art, auch beispielsweise inside-out genannt, wird das Paper so gelegt, dass der Klebestreifen nach unten zeigt. Dann wird es eingedreht und das Paper an der Klebeseite befeuchtet. Anschließend wird der überstehende Teil des Papers weggebrannt oder abgerissen, um weniger Papier mitrauchen zu müssen.
Weitere Joint-Arten sind:
- Der Schnurrbart oder Hubschrauber; zwei oder drei Joints an einem langen Tip mit einem zum Ziehen in der Mitte eingeschnittenen Loch.
- Eine Tulpe ist ein kugelartiger, kurzer und extrem dicker Joint, der wie ein Kopf auf einem sehr langen Tip steckt.
- Bei der Windmühle handelt es sich um eine Ansammlung von vier oder mehr normalen Joints, zusammengefasst in einem großen Tip, die synchron geraucht werden.
- Der Diamant ist ein Joint, der sich in der Mitte in zwei spaltet und zu beiden Seiten zusammen läuft, sodass an einer Stelle angezündet wird, aber während des Rauchens zwei Gluten entwickelt werden.
- Ein Stick, auch Sticky, Agent oder Spion genannt, ist ein kleiner, aus einem kurzen Zigarettenpapier gedrehter Joint mit der Form einer gewöhnlichen, selbstgedrehten Zigarette. Auch kann der Filter und der Tabak einer gewöhnlichen Zigarette herausgedreht werden, fertige Zigarettenhülsen, Drehtabak und eine Stopfmaschine sind die komfortabelsten Hilfsmittel. Als Stick oder Sticky wird allerdings auch einfach nur ein kleiner und kurzer Joint bezeichnet.
- Ein Blunt wird mit einem (unter Umständen aromatisierten) Tabakblatt, ähnlich oder analog zu dem einer Zigarre, gedreht. Solche Blätter werden seit einigen Jahren auch aus Hanf produziert. Blunts sind vor allem im nordamerikanischen Raum verbreitet und werden daher in der Regel wie dort üblich pur, also ohne Tabakbeigabe, geraucht.

## Wirkung

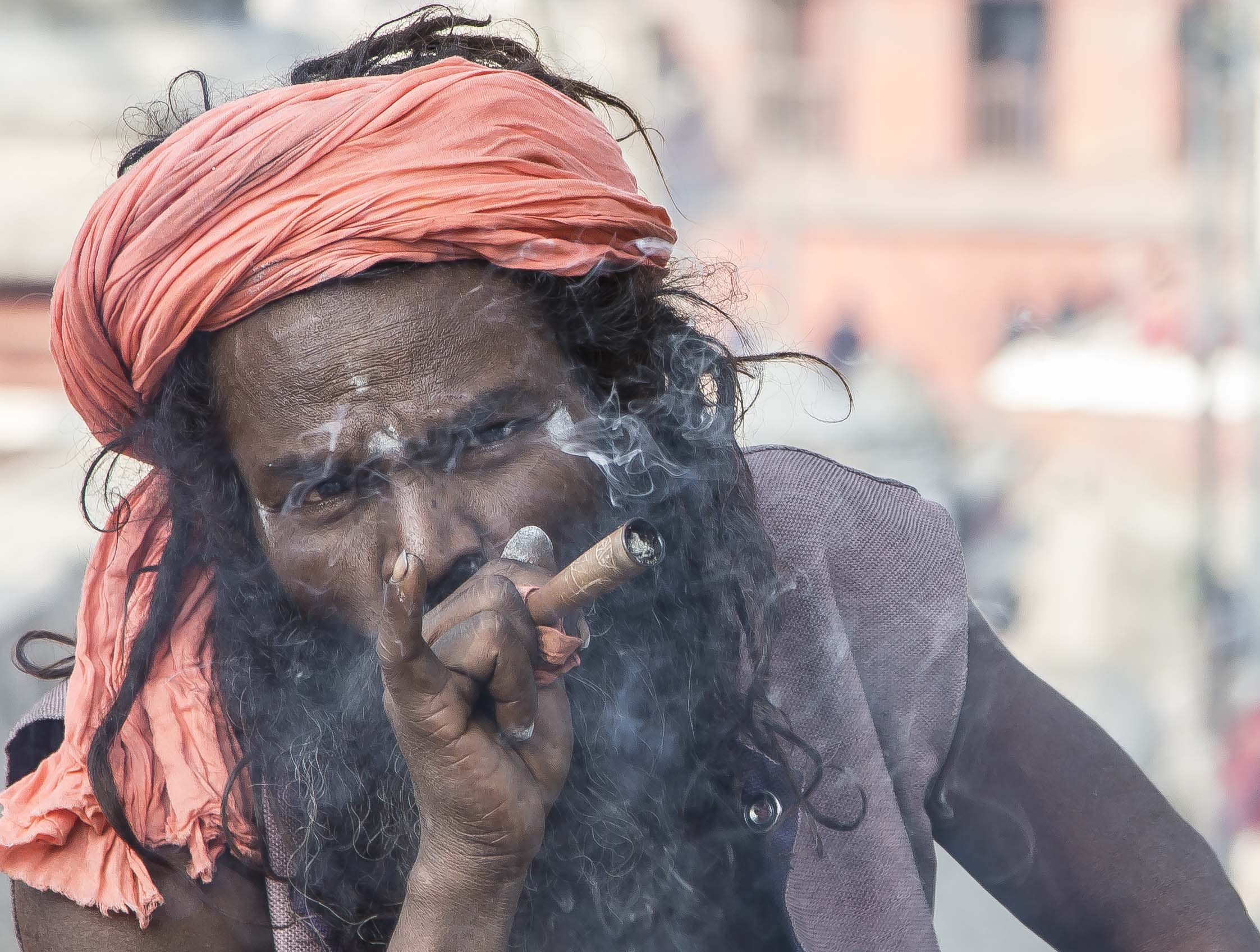
Cannabis rauchender Sadhu

Die Wirkung eines Joints variiert je nach der THC-Menge und Qualität des beigemischten Cannabisprodukts. Auffallend häufig konnte im Feldversuch eine im Rausch beginnende Sensibilisierung aller Sinnesorgane festgestellt werden.

## Rechtliche Aspekte von Cannabis
Entsprechend den Bestimmungen des Einheitsabkommens über die Betäubungsmittel 1961, das von fast allen Staaten der Welt ratifiziert wurde, sind die Erzeugung, der Besitz und der Handel von Cannabis nahezu weltweit verboten, in einigen Ländern ist auch der Konsum illegal. Eine Ausnahme sind etwa Spanien und die Niederlande, wo Erwerb und Besitz geringer Mengen Cannabis (bis zu 5 Gramm) geduldet und somit de facto straffrei sind, obwohl Cannabis in Spanien und den Niederlanden de jure weiterhin illegal und verboten ist. Auch in den Vereinigten Staaten von Amerika ist inzwischen in 38 der 50 Bundesstaaten Cannabis als Arzneimittel legal und in 24 Bundesstaaten sowie im Bundesdistrikt Washington, D.C. auch der Gebrauch, Besitz und Verkauf von Cannabis zum Freizeitgebrauch.
Uruguay und Kanada haben Cannabis vollständig legalisiert. In vielen anderen Ländern ist der Besitz einer geringen Menge Cannabis für den Eigengebrauch teilweise entkriminalisiert, wobei von Land zu Land verschiedene Mengen als gering gelten.
In der Bundesrepublik Deutschland wurde ein Gesetz zur teilweisen Legalisierung von Cannabis am 23. Februar 2024 vom Bundestag mehrheitlich angenommen. Nach der Zustimmung des Bundesrates am 22. März 2024 ist das Gesetz am 1. April 2024 in Kraft getreten.
In Österreich ist der bloße Konsum von Cannabis oder anderen Betäubungsmitteln de jure nicht strafbar, dagegen sind der Anbau, die Herstellung, das Verschaffen, der Erwerb, der Besitz, die Ein-, Aus- und Durchfuhr, das Veräußern, das Abgeben, das Verschreiben, das Verabreichen und das Überlassen zum unmittelbaren Verbrauch gemäß Suchtmittelgesetz strafbar.

## Konsum in der Popkultur
In der europäischen und amerikanischen Popkultur ist Cannabis sehr weit verbreitet. Seit den 1990er-Jahren wird Cannabiskonsum immer häufiger thematisiert, vor allem in den Musikrichtungen Hip-Hop und Reggae, zudem in Filmen und Literatur. So gibt es Musiker, deren Texte zu einem Großteil den Konsum von Cannabis thematisieren, so zum Beispiel Afroman, Snoop Dogg, Devin the Dude und Cypress Hill. Gleiches gilt für „Kifferfilme“ wie zum Beispiel Half Baked, So High oder Harold & Kumar.
Unter vielen Konsumenten hat sich dabei eine Beiläufigkeit des Konsums eingestellt. Demgegenüber war in der Frühzeit des über jugendkulturelle Botschaften propagierten Cannabiskonsums Ende der 1960er-/Anfang der 1970er-Jahre noch ein stärker ritualisierter Konsum zu beobachten. Außerdem hat in den gegenwärtig vermittelten Bildern von Cannabis die in der „Hippiezeit“ noch vordergründige Funktion der Droge als Symbol der Rebellion stark an Wirksamkeit eingebüßt.